# Friederich Wilhelm Zopf
Friedrich Wilhelm Zopf (Roßleben, 12 dicembre 1846 – 24 giugno 1909) è stato un botanico e micologo tedesco.

## Biografia
Dopo aver studiato presso l'Università di Berlino, conseguì il PhD nel 1878 con una tesi intitolata Die von Conidienfrüchte von Fumago presso l'Università di Halle.
Dal 1880 al 1883 fu professore alla Scuola Superiore di Agricoltura di Berlino.
Ottenne l'abilitazione all'insegnamento nel 1882 presso l'Università di Halle.
Dal 1899 fu professore di Botanica e direttore del giardino botanico all'Università di Münster.
Zopf studiò in particolare i funghi e investigò sui metodi di produzione di coloranti mediante estrazione da licheni e funghi.
Innumerevoli furono i contributi apportati da Zopf alla classificazione dei funghi, descrivendo tra l'altro i generi Echinothecium, Merismatium, Rhymbocarpus e Sphaerellothecium.
Fu anche un'autorità nella nomenclatura binomiale dei generi di funghi lichenizzati Pseudevernia e Rhizoplaca.

## Onorificenze
Il genere di funghi Zopfiella fu così denominato in suo onore.

## Opere principali
- 1889 : "Über Pilzfarbstoffe", Botanische Zeitung 47 : 53–91.
- 1878 : Die Conidienfrüchte von Fumago : Mit 8 Taf. Halle Blochmann.
- 1888 : Zur Kenntnis der Infektionskrankheiten niederer Tiere und Pflanzen, Halle.
- ? : Zur Kenntnis der Phycomyceten, Halle.
- 1881 : Zur Entwicklungsgeschichte der Ascomyceten, Chaetomium. Halle.
- ? : Untersuchungen über die durch parasitische Pilze hervorgerufenen Krankheiten der Flechten, Halle.
- 1886 : Über die Gerbstoff- und Anthocyan-Behälter der Fumariaceen und einiger anderen Pflanzen, Kassel.
- 1887  : Die Krankheiten der landwirtschaftlichen Kulturpflanzen durch Schmarotzerpilze, Berlin Parey.
- 1884–1885 : Die Spaltpilze - nach dem neuesten Standpunkte bearbeitet, Breslau Trewendt.
- 1907 : Die Flechtenstoffe in chemischer, botanischer, pharmakologischer und technischer Beziehung, Iéna.